# Goplana mirabilis
Goplana mirabilis är en svampart som beskrevs av Racib. 1909. Goplana mirabilis ingår i släktet Goplana och familjen Chaconiaceae.   Inga underarter finns listade i Catalogue of Life.